# Karapaks stawonogów

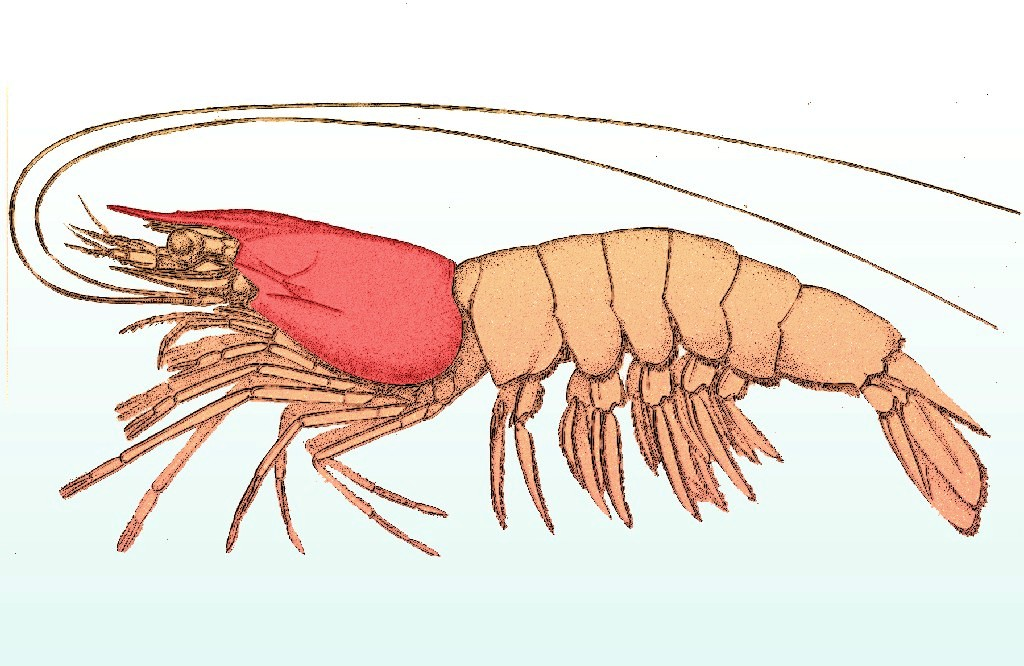
Na różowo zaznaczony jest karapaks u krewetki

Karapaks (łac. carapax – pancerz) – twarda grzbietowa powłoka zewnętrzna ciała skorupiaków i pajęczaków. U skorupiaków pancerz jest częścią szkieletu zewnętrznego, który pokrywa głowotułów. Jest szczególnie dobrze rozwinięty u homarów i krabów.